# Građani Calaisa
Građani Calaisa ili Buržuji Calaisa (francuski: Les Bourgeois de Calais) je slavna skulptura Augustea Rodina iz 1889. godine koja obilježava događaj iz Stogodišnjeg rata.
Rodinov status najuspješnijeg i najutjecajnijeg europskog kipara s konca 19. stoljeća se potvrdio 1884. godine kada je pobijedio na natječaju za spomenik kojim se želio obilježiti događaj iz Stogodišnjeg rata. Naime, 1347. godine engleski kralj Edward III. je poštedio grad Calais u zamjenu za pogubljenje šest vodećih građana (buržuja) odjevenih u vreće, s konopcima oko struka mjesto remenja, i ključevima grada. Rodin je prikazao šest dobrovoljaca kako se spremaju predati u neminovnu smrt. Vlasti grada Calaisa, koje su naručile spomenik, nisu bile zadovoljne djelom jer je umjesto mirnih i idealiziranih likova Rodin prikazao obične ljude u različitim pozama suzdržanosti i očaja. Pretjerao je u prikazivanju njihovih izraza na licima, ekspresivno im izdužio ruke, uvećao šake i stopala, te ih ogrnuo u nezgrapne debele halje u pokušaju da prikaže ne samo kako su izgledali u posljednjim trnucima života, nego kako su se zasigurno i osjećali koračajući polako u smrt.
Naručitelji nisu bili zadovoljni ni s Rodinovom idejom da se skupina figura izloži na niskom pijedestalu. Naime, Rodin je smatrao kako bi smještajem ovih figura na visoki pijedestal, što je tada bila praksa, pretpostavili kako su samo iznimni i plemeniti ljudi spremni za ovakav herojski čin. Smjestivši ih na razinu promatrača s ulice, Rodin se nadao kako će pridonijeti dojmu kako je riječ o običnim građanima s kojima se svaki građanin Calaisa može poistovjetiti. Na taj način je predskazao način izlaganja skulptura u 20. stoljeću kada su skulpture počele biti izlagane u neposrednom „stvarnom“ prostoru promatrača.
Također, Rodinov pristup stilizaciji ljudskog tijela s ciljem ekspresivnijeg prikazivanja je bila revolucionarna novina koju su kasniji kipari iskoristili za još radikalnije inovacije.
Pored izvorne skupine šest figura iz 1885. god., koje i danas stoje u Calaisu, kasnije su odljevene i druge verzije širom svijeta: Kopenhagen (1903.), Mariemont (Belgija) iz 1905., ispred Parlamenta u Londonu (1908.), Rodinov muzej u Philadelphiji 1925., Rodinov muzej u Parizu (1926.), Kunstmuseum u Baselu (1943.), Smithsonian muzej Washington, D.C. iz 1943., nacionalni muzej zapadnjačke umjetnosti Tokyo (1953.), Norton Simon Museum Pasadena, Kalifornija iz 1968., Brooklynski muzej (1979.), Metropolitan New York (1989.) i Rodinova galerija u Seulu (1995.).

## Vanjske poveznice
- The Burghers of Calais na službenim starnicama Rodinova muzeja u parizu. (engl.)
- Povijest Građana Calaisa s fotografijama (L'histoire des 6 Bourgeois de Calais et photos) (fr.)